# Filmtheater

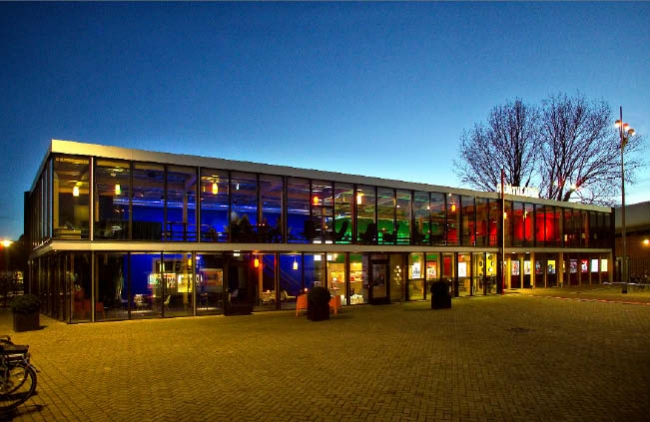
Filmtheater Hilversum

Een filmtheater, filmhuis of arthouse is een publieke uitgaansgelegenheid die zich toelegt op het vertonen van films buiten het reguliere commerciële aanbod om. Dit betreft kleinere films met vaak een artistiek karakter. Deze films worden ook wel aangeduid als arthouse-films. Vaak zijn ze met minder geld gemaakt, en ze trekken doorgaans een minder groot publiek dan mainstream films. Onder andere Europese en Aziatische producties krijgen zo de kans op publicatie, ondanks lagere verwachtingen omtrent commercieel succes. Ook gewone bioscoopfilms worden soms nadat ze uit de reguliere bioscoop zijn gegaan vertoond voor een lagere toegangsprijs, zodat ook mensen die minder geld hebben en daardoor niet naar de reguliere bioscoop kunnen gaan deze kunnen zien. Ook is dit ideaal voor mensen die in de reguliere bioscoop achter het net hebben gevist.
Typische kenmerken zijn de hoge bezetting uit vrijwilligers en een onafhankelijke programmering die veelal betrekking heeft op films met een culturele achtergrond.

## Filmaanbod
Het verschil met een reguliere bioscoop zit voornamelijk in de programmering. Een filmtheater is volledig onafhankelijk en geeft meer ruimte aan internationale producties buiten het spreekwoordelijke Hollywood om, en legt zich toe op een filmdiversiteit die niet gebaseerd is op commercieel succes. Zo krijgen de laatste jaren steeds meer Europese en Aziatische films de aandacht op het witte doek.
De selectie van films is dan ook niet gebaseerd op de potentie als mogelijke kaskraker, maar op individuele eigenschappen zoals het verhaal, de moraal, de productie zelf en de acteurs. Dit is maar een kleine greep uit de mogelijke selectiecriteria, die verder geheel afhangen van het betreffende filmtheater en de aansluiting binnen het actuele filmaanbod.
De programmering is dan ook niet, zoals bij reguliere bioscopen, volledig gebaseerd op bezoekersaantallen, maar tevens in overleg met de distributeur. Hierdoor wordt de filmdiversiteit zo veel mogelijk gegarandeerd en krijgen nieuwe producties de kans op publicatie.
De aankondiging van nieuwe films wordt wekelijks op de eigen website bekendgemaakt, en kan via een collectieve nieuwsbrief worden opgevraagd. Ook worden nieuwe films soms vermeld in reguliere huis-aan-huis-bladen.

### Zelfvoorziening

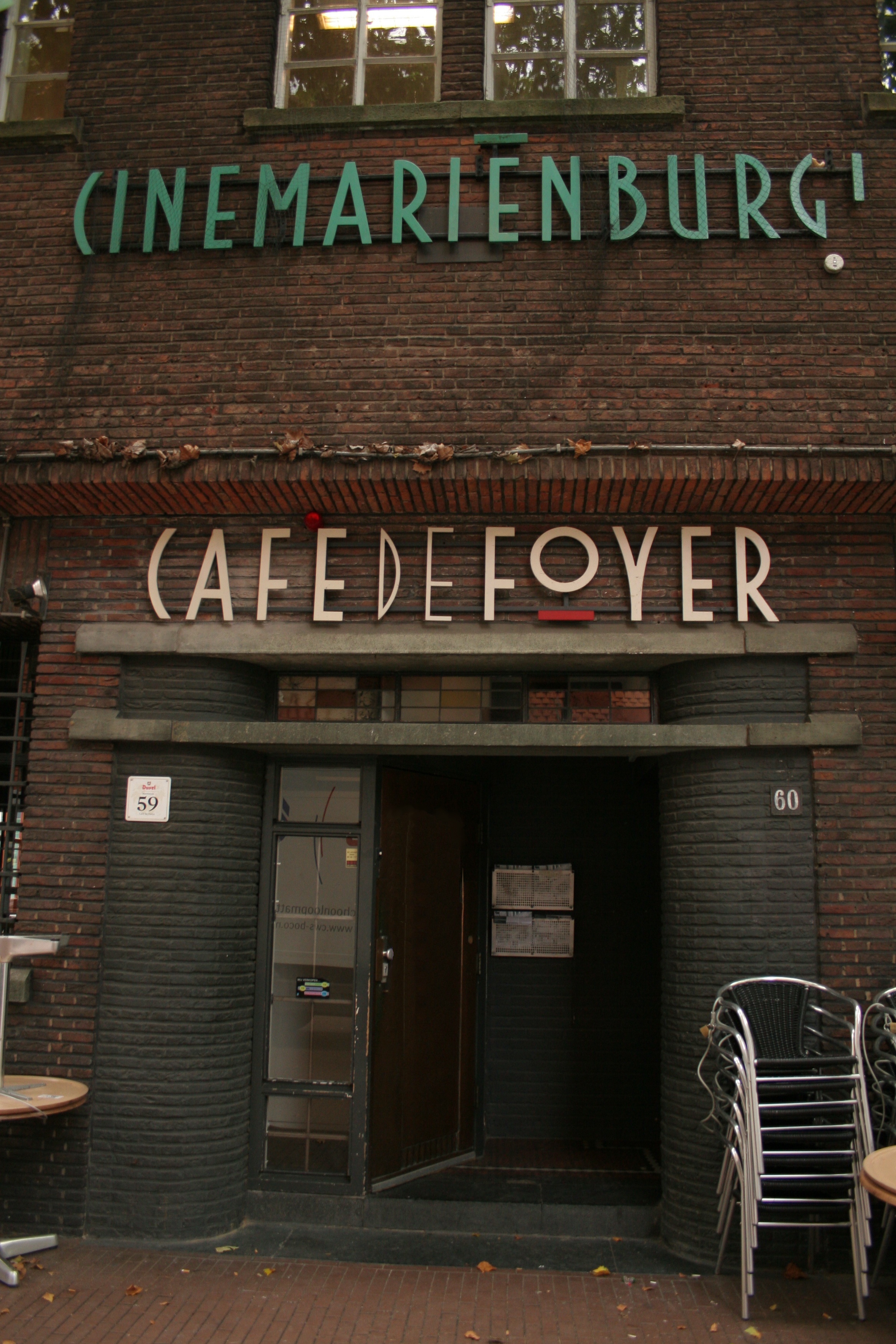
Arthouse-bioscoop Cinemarienburg Nijmegen

Filmtheaters nemen met hun onafhankelijke programmering een zeker risico, aangezien ze de commerciële buffer missen van een reguliere bioscoop en ook geen garanties hebben met 'typische' kaskrakers uit Hollywood.
Om toch de benodigde financiën rond te krijgen wordt er extra aandacht gegeven aan activiteiten rondom bepaalde films, denk hierbij aan:
- Live uitzendingen van opera's, concerten e.d.
- Live-optredens in de filmzaal.
- Nabespreking met regisseurs
- Meet & Greet met acteurs

Daarnaast worden ook themadagen georganiseerd waarin de programmering in het teken staat van een bepaald onderwerp/feestdag. Voorbeelden hiervan zijn het 'Wilde Westen' en 'Halloween'.

### Prijzen en toegang
Filmtheaters hanteren doorgaans lagere prijzen dan reguliere bioscopen, dit wordt mede verklaard door de verschillende subsidies die zij ontvangen en de lagere aankoopprijzen door de alternatieve programmering. Een gemiddeld kaartje kost dan ook iets minder dan 10 euro. In sommige gevallen kunnen kinderen, studenten en 65-plussers korting krijgen.

## Organisatie
Filmtheaters zijn voor het grootste gedeelte afhankelijk van vrijwilligers. Dit kunnen jonge film-enthousiastelingen zijn die graag met korting naar de film gaan, of gepensioneerden die een steentje willen bijdragen aan de maatschappij, maar iedereen is in principe welkom.
Het organisatorische werk wordt gedaan door een klein team van betaalde krachten, zoals een manager voor de boekhouding, een artistiek leider voor de filmprogrammering, en een aantal gespecialiseerde mensen voor de projectoren. De rest wordt allemaal gedaan door vrijwilligers.

### Financiering
De meest gebruikte bedrijfsvorm tegenwoordig is een non-profit stichting met aanvullend daarop de ANBI-status. Hierdoor kunnen giften afgetrokken worden van de belasting en kan er aanspraak worden gemaakt op diverse subsidies. Zo ondersteunt de Europese Unie deze filmtheaters met het initiatief Europa Cinemas, en worden plaatselijke gemeentes vaak gevraagd om financiële ondersteuning.

## Geschiedenis

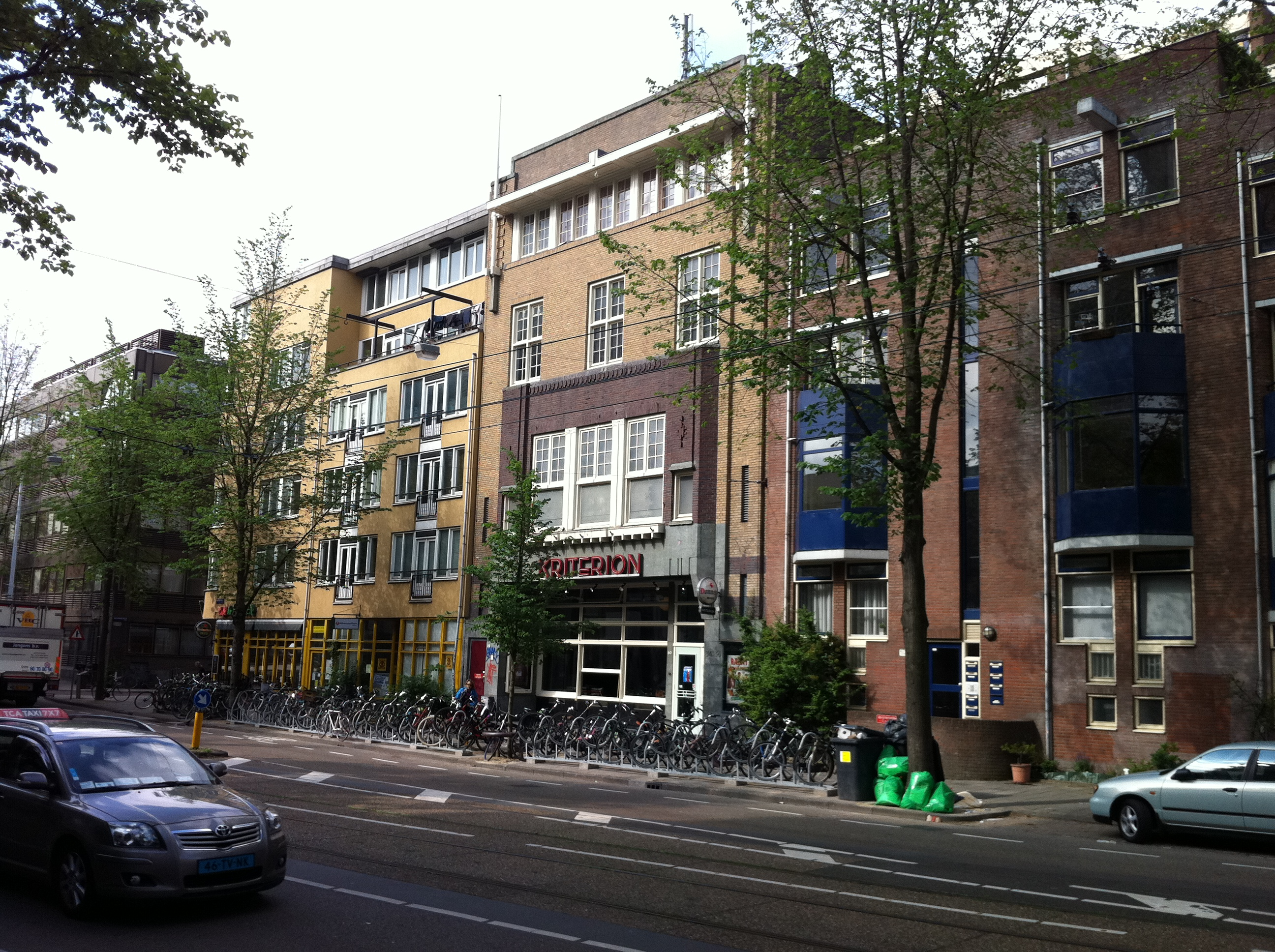
Filmtheater Kriterion, Amsterdam

Het woord ‘theater’ is afgeleid van het Griekse Théatron (θέατρον), ‘een plaats om te aanschouwen’ en Theáomai (θεάομαι), dat zoveel als kijken, observeren en aanschouwen betekent.
Filmtheaters zijn ontstaan uit verschillende motivaties en achtergronden. Zo is Kriterion in Amsterdam ooit begonnen als een studentenvereniging ontstaan uit het verzet tijdens de Tweede Wereldoorlog, en Filmhuis Cavia uit de kraakbeweging van de jaren 80. Maar ze hebben vaak één gemeenschappelijk streven; ze waren niet tevreden met het vigerende filmaanbod en wilden hier verandering in brengen.

## Kritiek
Filmtheaters kenmerken zich door hun onafhankelijke programmering, welke mede mogelijk wordt gemaakt door subsidies afkomstig van onder andere de lokale gemeente, de overheid en de Europese Unie. Er is nog weleens wrijving tussen de ANF (Associatie van Nederlandse Filmtheaters) en de NFC (Nederlandse Federatie voor de Cinematografie) over het oneigenlijk gebruik van subsidiegeld voor het vertonen van commerciële films.
Het onderscheid tussen een bioscoop en filmtheater liet zich vroeger makkelijk herkennen door de onderverdeling in een commerciële en niet-commerciële film, maar tegenwoordig lijkt dit verschil weg te vallen door de toename in filmdiversiteit en producties.

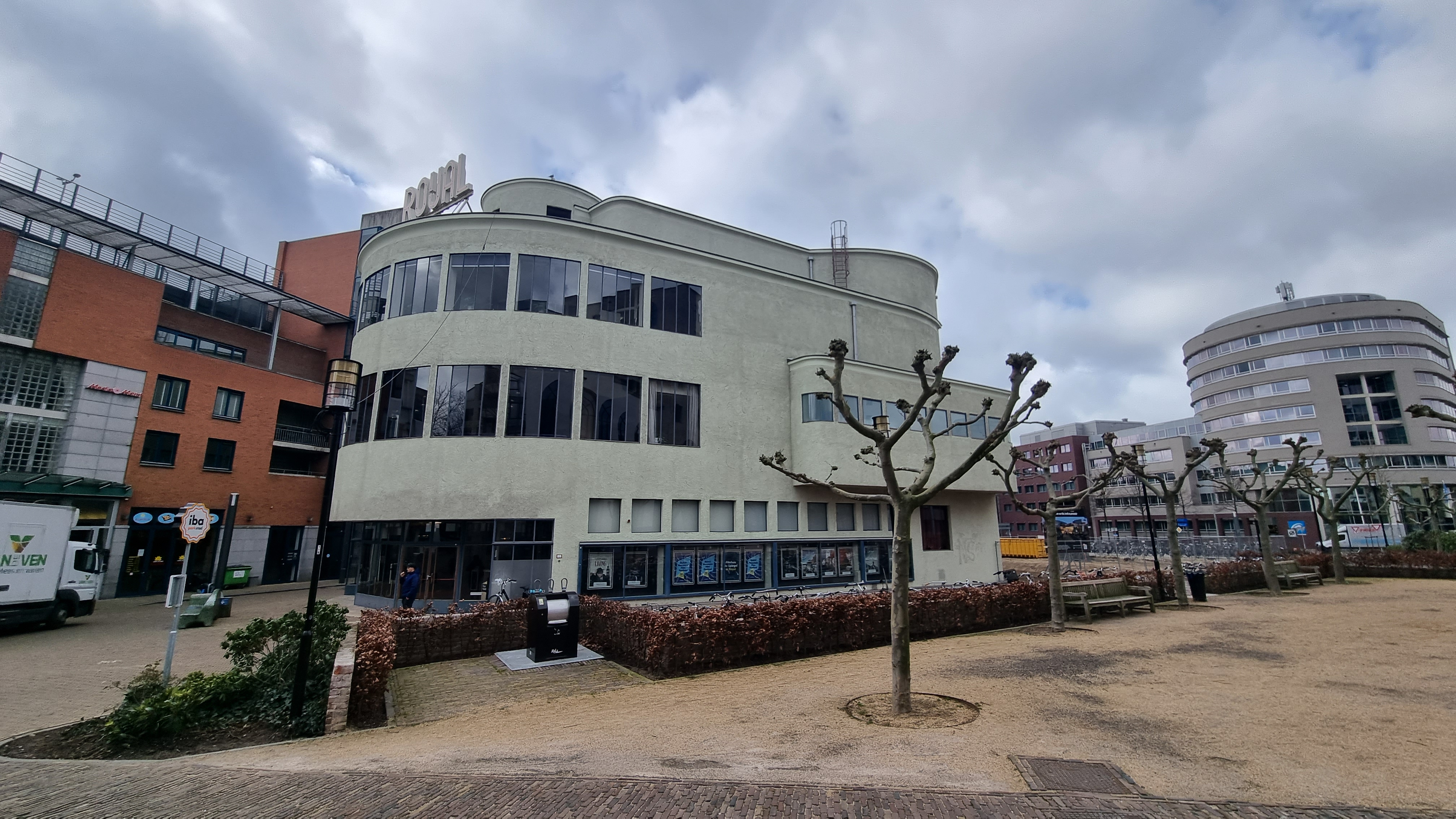
Het Royal Theater te Heerlen

## In Nederland en België
Het eerste filmhuis in Nederland opende in 1912 in de stad Amsterdam met Filmtheater de Uitkijk. Voorbeelden van andere filmhuizen zijn Slieker Film te Leeuwarden, Filmhuis Zevenaar, Filmhuis Den Haag aan het Spui, Filmtheater Hilversum, Focus filmtheater Arnhem, Filmhuis De Spiegel in de Royal Theater in Heerlen en Lumière Cinema Maastricht.
Ook in België bestaan enkele filmhuizen: het oudste is Filmhuis Mechelen (1976), meer recent kwamen daar ook Filmhuis Klappei (in Antwerpen) en Cinéma Nova (in Brussel) bij.

In Frankrijk en Wallonië worden filmhuizen of arthouses omschreven met de term Cinémas d'Art et d'Essai. De bioscoop Cinéma Galeries (vroeger Cinéma Arenberg) in de Brusselse Koninklijke Sint-Hubertusgalerijen en Cinema Palace in het centrum van Brussel zijn daar voorbeelden van.

## Cijfers
- Het bezoek aan Nederlandse filmproducties steeg in 2011 met ruim 52%.[2]
- De 20 bestbezochte films zorgen voor de helft van de omzet in een jaar tijd, zowel bij bioscopen als bij filmtheaters.[3]